# Electric Launch Company

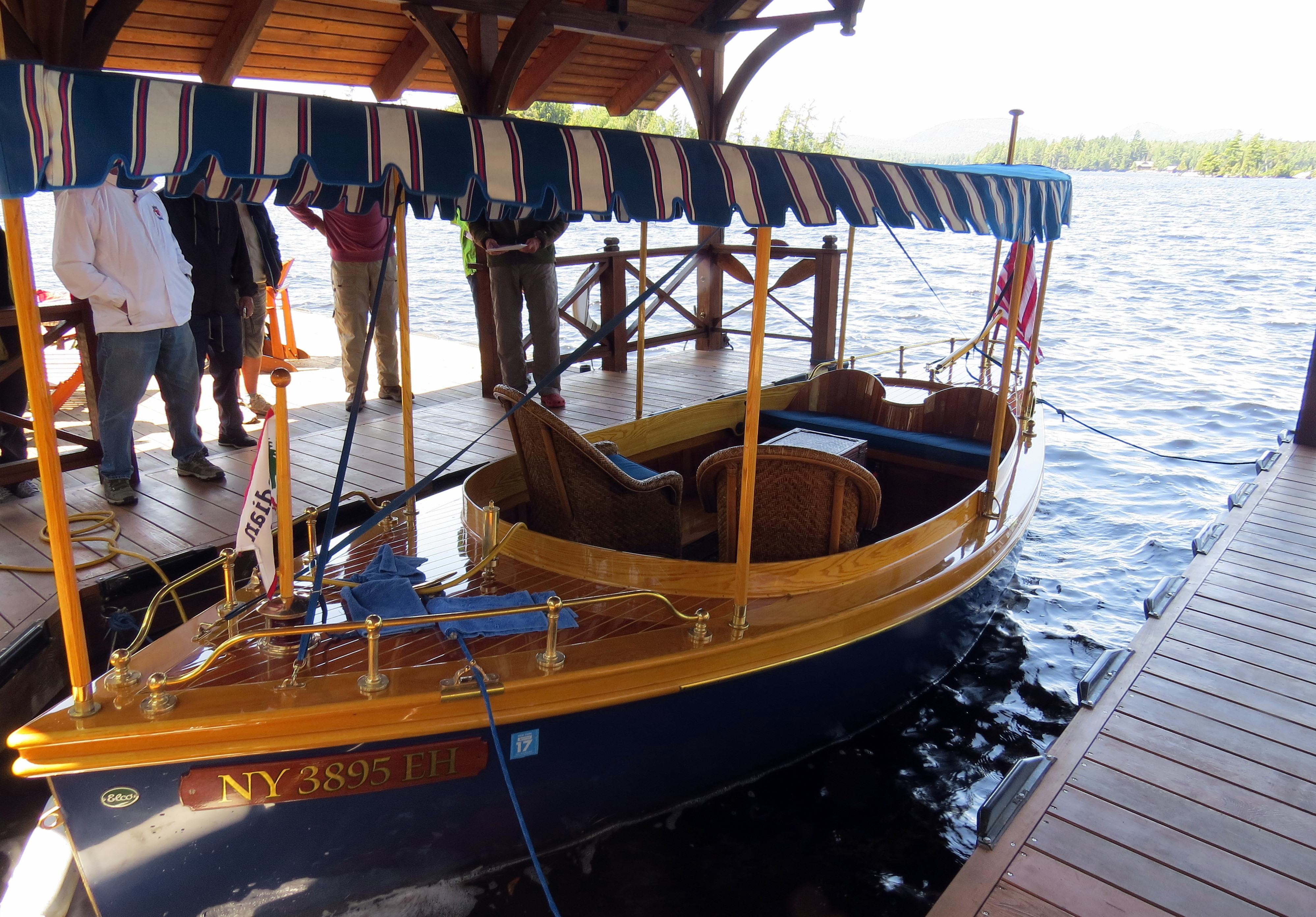
Una lancia Elco Electric sul lago Raquette nell'Adirondacks

La Electric Launch Company (acronimo: ELCO), successivamente denominata  Elco Motor Yachts è un'azienda statunitense che produce imbarcazioni e motori elettrici attiva dal 1893 al 1949 e dal 1987 a oggi.

## Storia

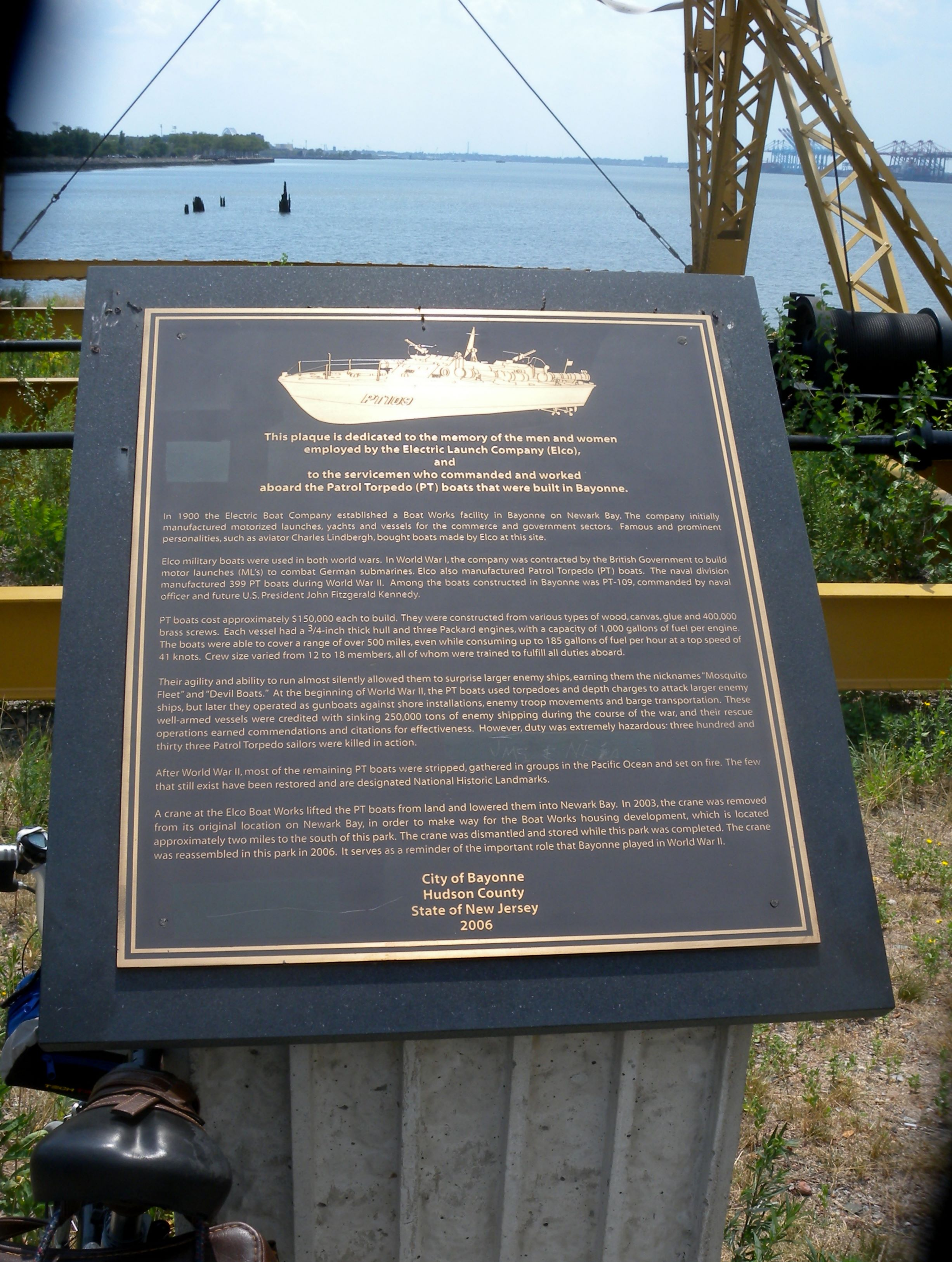
Lapide a Bayonne che commemora la Elco

La Elco esibì per la prima volta il suo marchio alla Fiera Colombiana di Chicago nel 1893. Cinquantacinque lance, ciascuna lunga 36 piedi e mossa da un motore elettrico alimentato da una batteria potevano trasportare più di un milione di passeggeri.
Nel 1899 Isaac Rice, president della Electric Storage Battery Company e proprietario della Electro-Dynamic Company (entrambi fornitori della Elco), acquistò la stessa Elco come controllata della sua nuova Electric Boat Company. Elco costruì poco dopo un cantiere navale a Bayonne, nel New Jersey. Le imbarcazioni della Elco erano state costruite come subfornitura.
Nel 1900 le imbarcazioni da diporto mosse da motori elettrici superarono quelle mosse da motori a scoppio o a vapore. Nel 1910 i vantaggi dell'autonomia e del rifornimento dei motori a scoppio resero le imbarcazioni che li usavano prevalenti sul mercato e la Elco si convertì alla produzione di motoscafi.
L'azienda produsse il primo yacht a propulsione Diesel negli Stati Uniti, l'Idealia, costruito durante il 1911 e lanciato sul mercato nel 1912. L'Idealia rimase proprietà della Elco fino al 1916 e veniva utilizzato per dimostrare l'utilizzo dei motori Diesel sugli yacht. Il 22 ottobre 1913, sotto la direzione Elco di Henry R. Sutphen l'Idealia sostenne una prova di navigazione sull'Hudson, osservata da ingegneri e architetti navali su un percorso di circa sessanta miglia, dal Columbia Yacht Club sulla 86ª strada al Croton Point e ritorno.
Durante la seconda guerra mondiale l'azienda produsse cinquecento e otto cacciasommergibili per la Royal Navy e 448 cacciasommergibili da 100 piedi e 284 imbarcazioni di altro tipo per la US Navy.
Tra le due guerre essa introdusse la Cruisette da 26 piedi, un cabinato che ebbe successo. Questo fu seguito negli anni trenta dalle Veedette e Flattop, cabinati da 30 e da 57 piedi.
Durante la seconda guerra mondiale la Elco creò la Elco Naval Division a Bayonne, nel New Jersey. Quasi 400 imbarcazioni da guerra del tipo PT Elco furono prodotte per la US Navy.  Dopo la sperimentazione della prima di esse, ne furono costruite parecchie del tipo 73 piedi. Successivamente ne furono costruite dei tipi da 77 piedi e 80 piedi e di quest'ultimo tipo ne furono costruite più di qualsiasi altro tipo di torpediniera.

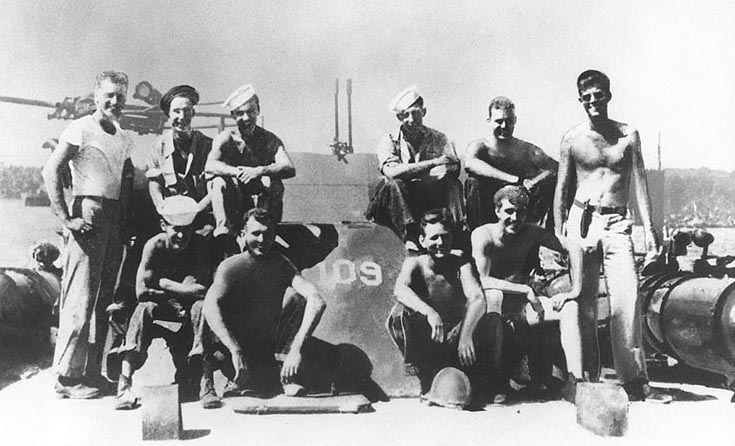
Lt(jg). Kennedy con il suo equipaggio della PT-109

Forse la più famosa delle torpediniere da 80 piedi fu la PT-109, comandata dal futuro presidente degli Stati Uniti, John F. Kennedy. Nel film PT 109 - Posto di combattimento!, il logo della Elco può essere notato sull'acceleratore della cabina in numerose scene.
Alla fine della guerra l'azienda si fuse con la sua sorella, la Electric Boat, sotto la direzione di John Jay Hopkins. Nel 1949 la Electric Boat decise di focalizzarsi sui contratti governativi per la costruzione di sommergibili e la Elco rimase chiusa fino al 1987.

## Stato attuale
Oggi la Elco produce modelli manufatti, repliche di alcune delle sue classiche lance. L'azienda produce inoltre motori elettrici utilizzati prevalentemente come fonte di potenza ausiliaria per imbarcazioni a vela e motori di potenza come scorta sostitutiva di motori diesel. Essi vanno da 1 a 35 kW, equivalenti a motori Diesel da 2 a 70 hp. La Elco ha anche lavorato a recenti progetti con la Hunter Marine per equipaggiare i suoi yacht con motori Elco e una combinazione di pannelli solari e turbine a vento.